# 黄汉标 (1963年)
黄汉标（1963年9月—），广东陆丰人，汉族，中国共产党党员。中华人民共和国政治人物、第十三届全国人民代表大会广东省代表。

## 生平
2018年，黄汉标被选为广东省出席第十三届全国人民代表大会代表，任期5年。2023年1月，获任命为广东省第十四届人民代表大会监察和司法委员会主任委员。